# Bruno Prado
Bruno Sena Vaz Correa do Prado, mais conhecido como Bruno Prado (São Paulo, 17 de abril de 1985), é um jornalista esportivo brasileiro.
Atualmente, é comentarista esportivo na Jovem Pan Esportes.
É filho do jornalista Flávio Prado.

## Carreira
Se formou em Jornalismo na Universidade São Judas Tadeu em 2006.
Iniciou a carreira em 2003, aos 18 anos, como produtor na rádio Transamérica FM, onde ficou até 2005.
Recebeu a primeira oportunidade como comentarista na rádio Piracema FM de Pirassununga em 2004, ficando até o ano seguinte.
Chegou na rádio 105FM em 2005, onde permaneceu por 9 anos, até 2014.
Em 2006, passa a ser comentarista esportivo no portal Terra, onde ficou até 2014 e cobriu transmissões nas Olimpíadas de 2008 e 2012 e em temporadas do Campeonato Alemão, Português, Liga Europa, além de edições do campeonato Sul-Americano sub-17 e sub-20.
Em 2008, foi convidado pelo diretor de esportes da RedeTV!, Terence Paiva, para ser comentarista da emissora, onde ficou até 2015. Atuou nas transmissões de competições importantes do futebol mundial como os Campeonatos Inglês e Italiano, a Liga Europa, além da série B do Campeonato Brasileiro.
Em outubro de 2014, foi contratado para a equipe esportiva da Jovem Pan.

### Prêmios e indicações
Foi ganhador do prêmio Aceesp como revelação em 2008 e como comentarista de TV aberta em 2009.
| Ano  | Prêmios                                                                    | Categoria                 | Resultado | Ref.  |
| ---- | -------------------------------------------------------------------------- | ------------------------- | --------- | ----- |
| 2008 | Troféu ACEESP - Associação dos Cronistas Esportivos do Estado de São Paulo | Revelação                 | Venceu    | [ 4 ] |
| 2009 | Troféu ACEESP - Associação dos Cronistas Esportivos do Estado de São Paulo | Comentarista de Televisão | Venceu    | [ 5 ] |
| 2011 | Troféu ACEESP - Associação dos Cronistas Esportivos do Estado de São Paulo | Comentarista de Televisão | Indicado  | [ 6 ] |